# 齐商银行
齐商银行是总部在山东省淄博市的城市商业银行。始创于1997年，原名淄博市商业银行，2009年2月13日更为现名。目前在山东省的淄博、济南、滨州、东营、潍坊、济宁、威海、临沂等市，以及陕西省西安市有支行。

## 历史
1986年11月，淄博市内第一家城市信用社——淄川城市信用合作社成立。此后各区县纷纷组建城市信用社。
1992年初，组建淄博市城市信用社联社，负责对全市城市信用社的管理。
1997年8月28日，淄博城市合作银行正式挂牌开业，这被看作本行最早前身。
1998年4月10日， 淄博市城市合作银行更名为淄博市商业银行。
2002年，开展银行卡业务，发行借记卡——“金达卡”。
2009年2月13日，经中国银监会批准，更名为齐商银行（淄博为东周时代齐国都城，后为齐郡郡治，齐州州治，故也称“齐”）。

## 相关新闻
2024年10月，淄博市一名女性储户报案称她在齐商银行多年前存入的40多万元存款神秘消失，引发舆论争议。后当地警方调查发布公告，指有两名嫌疑人分别姓高和姓路（非银行工作人员）。两人共谋以高利贷回报为诱饵，揽收该储户资金存入齐商银行的淄博市某支行，将存款单交于储户后，二人利用持有的储户身份证、银行卡及密码将存款取出挪作他用，造成了群众资金受损。